# Koźmin (Jaworzno)
Koźmin – część oraz dzielnica Jaworzna, w województwie śląskim, w południowej Polsce. Położona jest we wschodniej części miasta. Dzielnica posiada głównie zabudowę jednorodzinną i rolniczą. Została włączona w granice Jaworzna w XX w.
Graniczy z dzielnicą Jeziorki od północy, od wschodu z wsią Balin, od południa z dzielnicą Cezarówka, od zachodu z dzielnicą Byczyna.
Do końca 1972 roku, Koźmin to część sołectwa Balin w powiecie chrzanowskim w woj. krakowskim. W latach 1973–1977 samodzielne sołectwo w gminie Byczyna tamże. 1 lutego 1977, wraz ze zniesieniem gminy Byczyny, włączony do Jaworzna.

## Ważniejsze obiekty
- Kopalnia piasku "Jeziorki" (na granicy z dzielnicą Jeziorki)
- Kapliczka przydrożna murowana z ok. 1830 r., we wnętrzu znajduje się obraz ludowy Matki Boskiej Częstochowskiej
- Sala weselno-bankietowa "Savana"